# RarestOneBowie
RarestOneBowie — сборник британского рок-музыканта Дэвида Боуи, часть серии релизов MainMan, бывшей управляющей компании Боуи в 1970-х (другими были Santa Monica ’72 и альбом People from Bad Homes группы Ava Cherry & The Astronettes), выпущенных в середине 1990-х. Все эти релизы были выпущены без одобрения Боуи и в будущем не переиздавались.

## Список композиций
В 1995 году компания Trident Music International профинансировала выпуск сборника на компакт-диске. Релиз был издан в Соединённом Королевстве на лейбле Golden Years (каталожный номер GY 014).
Прегап перед первым треком, «All the Young Dudes», звучит радиореклама альбома Pin Ups (1973).
| №                   | Название | Автор                                                 | Длительность |
| ------------------- | --- | ----------------------------------------------------- | ------------ |
| 1.                  | «All the Young Dudes» ((содержит ошибку в примечаниях на обложке: «исходная студийная версия 1973 года»; альтернативная моно-запись, декабрь 1972 года; та же версия, что и ремастированная версия на The Best of David Bowie 1969/1974 и версия из бонус-треков переиздания Aladdin Sane 2003 года )) | Дэвид Боуи                                            | 4:10         |
| 2.                  | «Queen Bitch» (исполнена 23 марта 1976; Nassau Coliseum, Юниондейл) | Дэвид Боуи                                            | 3:15         |
| 3.                  | «Sound and Vision» (исполнена 1 июля 1978; Earls Court, Лондон) | Дэвид Боуи                                            | 3:24         |
| 4.                  | «Time» (исполнена 20 октября 1973; для the 1980 Floor show Marquee Club, Лондон) | Дэвид Боуи                                            | 5:12         |
| 5.                  | «Be My Wife» (исполнена 1 июля 1978t; Earls Court, Лондон) | Дэвид Боуи                                            | 2:44         |
| 6.                  | «Footstompin’ / I Wish I Could Shimmy Like My Sister Kate» (4 декабря 1974; The Dick Cavett Show) | Аарон Коллинз, Анде Рэнд/Арман Пирон, Кларенс Уильямс | 3:24         |
| 7.                  | «Ziggy Stardust» (исполнена 20 октября 1972; Santa Monica Civic Auditorium, Санта-Моника; эта же версия фигурировала на бутлеге Santa Monica ’72 (1994), и была официально издана на альбоме Live Santa Monica ’72 (2008))                                                                             | Дэвид Боуи                                            | 3:21         |
| 8.                  | «My Death» (исполнена 28 сентября 1972; Carnegie Hall, Нью-Йорк) | Эрик Блау, Жак Брель, Морт Шуман                      | 5:49         |
| 9.                  | «I Feel Free» (исполнена 6 мая 1972; Kingston Polytechnic, Лондон) | Пит Браун, Джек Брюс                                  | 5:23         |
| Общая длительность: | Общая длительность: | Общая длительность:                                   | 36:39        |

- Сборник RarestOneBowie был переиздан в Японии с бонусными треками[3][4]; лейблами Dolphin Entertainment (каталожный номер BLCK-86008) 19 августа 1998 года[5] и Mecca Records (каталожный номер BLCY-1019)[6] в марте 2002 года[7].

| №                   | Название | Автор               | Длительность |
| ------------------- | --- | ------------------- | ------------ |
| 10.                 | «Hang On to Yourself» (исполнена 20 октября 1972; Santa Monica Civic Auditorium, Санта-Моника; эта же версия фигурировала на бутлеге Santa Monica ’72 (1994), и была официально издана на альбоме Live Santa Monica ’72 (2008)) | Дэвид Боуи          | 2:52         |
| 11.                 | «Changes» (исполнена 20 октября 1972; Santa Monica Civic Auditorium, Санта-Моника, Калифорния) | Боуи                | 3:32         |
| 12.                 | «I’m Waiting for the Man» (исполнена 20 октября 1972; Santa Monica Civic Auditorium, Санта-Моника, Калифорния) | Лу Рид              | 5:50         |
| 13.                 | «The Jean Genie» (исполнена 20 октября 1972; Santa Monica Civic Auditorium, Санта-Моника, Калифорния) | Боуи                | 4:22         |
| 14.                 | «Suffragette City» (исполнена 20 октября 1972; Santa Monica Civic Auditorium, Санта-Моника, Калифорния) | Боуи                | 4:25         |
| 15.                 | «Rock ’n’ Roll Suicide» (исполнена 20 октября 1972; Santa Monica Civic Auditorium, Санта-Моника, Калифорния) | Боуи                | 3:19         |
| Общая длительность: | Общая длительность: | Общая длительность: | 61:00        |